# Малагасийская федерация футбола
Малагаси́йская федера́ция футбо́ла (фр. Fédération Malagasy de Football) — организация, осуществляющая контроль и управление футболом в Мадагаскаре. Располагается в столице государства — Антананариву на Русской улице. МФФ основана в 1961 году, вступила в ФИФА в 1964 году, а в КАФ — в 1963 году. В 2000 году присоединилась также к КОСАФА. Федерация организует деятельность и управляет национальной и молодёжными сборными. Под эгидой федерации проводится чемпионат страны и многие другие соревнования. Женский футбол в Мадагаскаре не развит.

## Дисквалификация
С 19 марта по 19 мая 2008 года федерация была дисквалифицирована ФИФА за вмешательство властей Мадагаскара во внутренние дела организации, распустивших её.